# Kyselina chloroctová
Kyselina chloroctová (lat. acidum chloraceticum) je karboxylová halogenkyselina odvozená od kyseliny octové, tvoří bezbarvé nebo bílé krystaly, je to silná a jedovatá kyselina.

Je rozpustná ve vodě, ethanolu, acetonu a diethyletheru.

## Příprava
Připravuje se chlorací kyseliny octové nebo oxidací chlorethanu.

## Použití
- Výroba karboxymethylcelulózy
- Je součástí výchozích látek pro syntézu kyseliny 2,4,5-trichlorfenoxyoctové (účinná látka v herbicidu Agent Orange)